# 跆拳道小子
《跆拳道小子》（韓語：태권왕 강태풍，直譯為跆拳王康泰峰）是一部韓國電視動畫，2000年6月2日至12月8日於KBS播出。故事是有關小學生康泰峰（韓語：강태풍）與他在跆拳道社團的同伴的故事。

## 外部連結
- 한길프로덕션 （页面存档备份，存于）
- 태권왕 강태풍 (미만부) （页面存档备份，存于）
- Taekwon Kid  Anime Gut Punch Wiki （页面存档备份，存于）